# Ángel García Hernández
Miguel Ángel García Hernández (Vitoria, 29 de enero de 1899-Huesca, 14 de diciembre de 1930) fue un militar español que encabezó el intento insurreccional republicano conocido como sublevación de Jaca. Fue fusilado junto a Fermín Galán en diciembre de 1930.

## Biografía
Nació en Vitoria en 1899 en la actual calle Rioja.Fue el primer hijo de Ángel García Hernández, capitán de Infantería, y Esperanza Hernández Aguirre.
El 11 de julio de 1918, gobernando Maura y siguiendo la tradición militar familiar, obtuvo plaza, y el 30 de agosto ingresó como alumno en la Academia de Infantería de Toledo. El 12 de octubre del mismo año prestó juramento de fidelidad a las Banderas ante el coronel director de la Academia, donde permaneció hasta julio de 1921.

### Trayectoria militar
Finalizados estos estudios, fue promovido reglamentariamente al empleo de Alférez de Infantería por Real Orden del 30 de julio de 1921 y con fecha de ese mismo día fue destinado al Regimiento de Infantería América n.ºl4 al que se incorporó el día 6 de agosto en la plaza de Pamplona, hasta el día 24 en que salió con su batallón en tren militar, llegando a Pasajes, donde por la tarde embarcó en el vapor “Escolano” hacia Larache.
Desde 1912 España practicaba en Marruecos una política de ocupación bajo la apariencia de Protectorado. Esta política, había ocasionado una guerra a la que se hacía frente con una inadecuada preparación militar, carencia de pertrechos, bombardeos prohibidos por los convenios internacionales sobre la guerra, y una despótica actitud de la mayoría de los mandos, que evitaban el contacto con la tropa.En esas condiciones las operaciones militares quedaban al albur del coraje y valentía de los oficiales, suboficiales y soldados que, como Ángel García Hernández, se jugaban la vida en el frente.
El 2 de septiembre de 1924, salió con la columna que mandaba el teniente coronel D. Alfredo Navarro, a proteger un convoy que se hallaba sitiado por el enemigo con el que sostuvo un durísimo combate, durante el cual Ángel García Hernández cayó herido gravemente en el pie y el muslo izquierdos. Fue evacuado al hospital militar de Tetuán y el día 8 a Ceuta donde fue curado de urgencia. Como las heridas no curaban, en marzo de 1926 fue operado y sometido a tratamiento en el Hospital de Carabanchel.
Durante cinco largos años combatió hasta que, tras varias solicitudes aplazadas con recompensas, el 20 de agosto de 1926 fue destinado a la Escuela Central de Tiro del Ejército en Madrid, a la que se incorporó el 3 de octubre.
En 1928 fue ascendido a capitán, e inmediatamente, el 26 de julio, fue destinado al Regimiento de Infantería Galicia n.º 19, de Jaca -Huesca- al que se incorporó el 10 de agosto, al mando de la 1.ª Compañía del 3.er Batallón.
Encabezó junto a Fermín Galán la llamada Sublevación de Jaca.Con su rebelión materializaron una ruptura con decenios de oscuridad, de corrupción y decadencia por la acción y dejación del tradicional sistema monárquico.El fracaso de su rebelión hizo que fueran fusilados por orden de la monarquía, lo que los convirtió en los héroes de la II República.

#### Sublevación de Jaca
En febrero de 1930, tras la caída de Primo de Rivera,Dámaso Berenguer puso en libertad y destinó a Jaca a Fermín Galán, apresado por su rebelión contra la dictadura. Este capitán, al que la guerra de Marruecos inspiró “La barbarie organizada”, una novela pacifista, sería el impulsor de la Rebelión republicana en Jaca.
La ciudad de Jaca, aneja a Francia, contaba con de seis mil habitantes y varios acuartelamientos: el Regimiento de Infantería de Galicia, en el que servían García Hernández y Galán; el Batallón de Cazadores de Montaña; La Batería de Artillería N.º 5, destacamento del Regimiento de Artillería de Zaragoza; una comandancia de la Guardia Civil, y un pequeño cuartel de carabineros.
Convencido de que la situación de España no tenía espera y que el alzamiento de Jaca podía extender la Huelga republicana que el Comité Nacional Revolucionario reclamaba, Galán organizó en Jaca un Comité Revolucionario cívico-militar formado por una decena de oficiales entre los que se encontraba García Hernández y media docena de ciudadanos jaqueses. Anhelaba pasar a la historia como el impulsor de la revolución española, en la que creía con firmeza.
La prevista huelga general se fue retrasando sucesivamente a octubre, noviembre y diciembre, y el capitán Galán, reunió al Comité y propuso materializar la rebelión el viernes día 12, justificando que de esperar al día 15, establecido por el Comité Nacional, se otorgaban permisos a la oficialidad perdiéndose así valiosos elementos. La sublevación se decidió sin tener una precisa conexión con el resto de las guarniciones, ni con la huelga general, ni con el levantamiento nacional que se preparaba para el día 15.
Ese viernes 12 de diciembre de 1930, hacia las seis de la mañana, García Hernández junto con los también capitanes Fermín Galán, Salvador Sediles, Luis Salinas y Miguel Gallo y algunos paisanos, líderes locales del movimiento republicano, sublevaron la guarnición. García Hernández y Julián Borderas constituyeron la corporación provisional republicana en Jaca presidida por el republicano moderado, Don Pío Díaz Pradas. Poco más tarde Alfonso Rodríguez acompañado del capitán Gallo, leyó el Bando Revolucionario rodeado de un grupo de vecinos, y luego, se dirigieron en comitiva al Ayuntamiento, donde izaron la bandera republicana ante los sorprendidos jaqueses que les acompañan.
Finalmente, hacia las 14 horas se pusieron en marcha los sublevados, cerca de 600 soldados y civiles, con los camiones atestados, marchaban lentamente hacia Ayerbe y Huesca.A las cuatro y media de la mañana, en Cillas, un intenso tiroteo sembró la confusión en la columna, a diez kilómetros para llegar a Huesca. Las tropas del Gobierno cerraron el paso y comenzó la batalla. Los sublevados no preveían entrar en batalla alguna antes de llegar a Huesca.
El Estado mayor sublevado toma una decisión: cubrirse sin presentar combate, y enviar emisarios a parlamentar.García Hernández y el capitán Salinas toman contacto con las fuerzas gubernamentales y son detenidos. Con la idea de evitar pérdidas humanas, Fermín Galán se entrega al alcalde de Biscarrues. A excepción de unos pocos oficiales, entre los que se encuentran los capitanes S. Sediles, I. Anitua y J. Mº. Piaya, los militares y civiles insurrectos se entregan a las tropas gubernamentales.
El domingo 14 de diciembre de 1930 un Consejo de Guerra preparado en unas horas y presidido por el general Lezcano, y en el que está presente Francisco Franco condena a pena de muerte a García Hernández y a Galán por el delito de Rebelión militar. De los siete militares que componen el Consejo de Guerra, solamente el Sr. Casado es letrado.
En el juicio, Galán carga sobre su persona toda la responsabilidad de la Rebelión. La condición de parlamentario de García Hernández, no es tomada en consideración por el tribunal.
A las dos de la tarde Ángel García Hernández y Fermín Galán fueron fusilados junto a las tapias del polvorín de Fornillos, en Huesca, en el Cerro de los Fornillos, que a partir de entonces será conocido como Cerro de los Mártires.
Las ejecuciones de los capitanes Galán y García Hernández causaron gran conmoción en todo el país, despertando un sentimiento antimonárquico. Acorralado por las protestas generadas las ejecuciones de los dos capitanes el 16 de febrero de 1931 Alfonso XIII sustituyó a D. Berenguer en la jefatura de Gobierno por el general Sánchez Guerra y el 18 por el Almirante Aznar que convocó elecciones municipales para el 12 de abril.
En ese ambiente, los días 13 y 30 de marzo se celebraron los Consejos de Guerra respectivamente contra 63 militares y el resto de suboficiales y tropa. En el primero fue condenado a muerte el capitán S. Sediles, lo que provocó manifestaciones y declaraciones solicitando su indulto. Entre ellas las de la madre de F. Galán y la viuda de García Hernández.
El 20 de marzo de 1931 comenzó en Madrid el juicio contra los miembros del Comité Revolucionario y firmantes de “El manifiesto”: “¡Españoles!, surge de las entrañas sociales un profundo clamor popular que demanda justicia y un impulso, que nos mueve a procurarla (...)”, Éste adquirió resonancia tras el fusilamiento de los dos capitanes, y el juicio lo convirtieron los abogados en el “Gran Mitin Republicano de Las Salesas”.
Cuatro meses después, en las elecciones Municipales que la monarquía había convocado como un plebiscito, -únicamente los varones podían votar-, se proclamó la II República mediante el voto popular. Con la rebelión, los fusilamientos y los juicios sin garantías, los rebeldes habían generado en las clases populares el sentir republicano que anhelaban.

## Reconocimientos
- Durante toda la II República Española, Galán y García Hernández fueron los primeros mártires de la II República.[29]
- Cerro de los Mártires en Jaca.[30]
- La actual calle Rioja de Vitoria-Gasteiz, donde nació, llevó su nombre durante la II República.[31][32][33]
- En octubre de 2017 las tumbas de Galán y García Hernández en el cementerio de Huesca fueron declaradas conjunto histórico de interés cultural, de especial protección municipal.[34]
- En octubre de 2020 el Gobierno de Aragón declaró las sepulturas Bien de Interés Cultural.[35]
- En Jaca hay una calle con el nombre de García Hernández.[36]
- La calle Estación / Estaziño Kalea, una de las más céntricas de Éibar, llevó su nombre durante la época de la República.[37]
- En Burjasot tiene dedicadas, la Calle Fermín Galán y García Hernández y la Avenida Mártires de la Libertad.
- En Valencia tiene dedicada, la Plaça dels Capitans Galán i Garcia Hernandez.[29]
- En Cedillo, tienen calle Capitanes Galán y García Hernández.

## Vida personal
El 7 de mayo de 1928 contrajo matrimonio canónico en Madrid con Rosa Tecla Carolina Carabias.